# Bordalba
Bordalba è un comune spagnolo di 82 abitanti situato nella comunità autonoma dell'Aragona.